# Суперпарамагнетизъм
Су̀перпарамагнетизъм е вид магнетизъм, който се проявява в малки феромагнитни или феримагнитни наночастици. В достатъчно малки наночастици магнетизацията може произволно да обърне посоката си под влиянието на температура. Обичайното време между две обръщания се нарича време за релаксация на Неел. При отсъствие на външно магнитно поле, когато времето за измерване на магнетизацията на наночастиците е много повече от времето за магнетизация на Неел, тяхната магнетизация е равна средно на нула. Тогава те се намират в суперпарамагнитно състояние. В това състояние външно магнитно поле може да намагнетизира наночастиците, подобно на парамагнит. Все пак, тяхната магнитна възприемчивост е много по-голямата от тази на парамагнитите.

## В отсъствие на магнитно поле
Обикновено всяко феромагнитно или феримагнитно вещество преминава в парамагнитно състояние, когато е преминало точката на Кюри. Суперпарамагнетизмът е различен от този стандартен преход, тъй като се случва под точката на Кюри на веществото.
Суперпарамагнетизмът възниква в наночастици, които са еднодоменни, т.е. съставени от един-единствен магнитен домен. Това е възможно, когато техният диаметър е под 3 – 50 nm, в зависимост от веществото. В това състояние се счита, че магнетизацията на наночастиците е един гигантски магнитен момент, сбор от всички индивидуални магнитни моменти, носени от атомите в наночастиците.
Поради магнитната анизотропия на наночастиците, магнитният момент обикновено има само две стабилни подредби, антиуспоредни една на друга и отделени чрез енергийна бариера. Стабилните подредби определят т. нар. „лесна ос“ на наночастицата. При ограничена температура съществува ограничена вероятност за обръщане на посоката на магнетизацията. Времето между две обръщания се нарича време за релаксация на Неел ({\displaystyle \tau _{N}}) и се извежда чрез следното уравнение на Неел-Арениус:
{\displaystyle \tau _{N}=\tau _{0}\exp \left({\frac {KV}{k_{B}T}}\right)},
където:
- {\displaystyle \tau _{N}} е средното време, нужно за магнетизация на наночастицата да се обърне произволно в резултат на флуктуация.
- {\displaystyle \tau _{0}} е времето, характерно за веществото, наречено време за опит, чиято обичайна стойност е между 10−9 и 10−10 секунди.
- K е плътността на енергията на магнитната анизотропия на наночастицата, а V е обемът ѝ. Следователно, KV е енергийната бариера, свързана с магнетизацията, преместваща се от първоначалната си лесна ос към друга лесна ос.
- kB е константата на Болцман.
- T е температурата.

Това време може да варира от няколко наносекунди до години или много повече. Наблюдава се, че времето за релаксация на Неел е експоненциална функция от обема на структурата, което обяснява защо вероятността за преобръщане става много бързо пренебрежимо малка за големи количества вещество или големи наночастици.
Състоянието на наночастицата (суперпарамагнитно или блокирано) зависи от времето на измерване. Преход от суперпарамагнитно и блокирано състояние възниква, когато {\displaystyle \tau _{m}=\tau _{N}}. В няколко експеримента времето на измерване се поддържа константа, докато се променя температурата, така че преходът между състоянията да се опише като функция от температурата. Температурата, за която {\displaystyle \tau _{m}=\tau _{N}}, се нарича температура на блокиране:
{\displaystyle T_{B}={\frac {KV}{k_{B}\ln \left({\frac {\tau _{m}}{\tau _{0}}}\right)}}}
За обичайни лабораторни измервания, стойността на логаритъма в горното уравнение с от порядъка на 20 – 25.

## В присъствие на магнитно поле
Когато външно магнитно поле се приложи към съвкупност от суперпарамагнитни наночастици, техните магнитни моменти се стремят към подредба по дължина на приложеното поле, което води до чиста магнетизация. Магнитната крива на съвкупността, т.е. магнетизацията като функция от приложеното поле, е обратима S-образна монотонна функция. Тази функция е доста сложна, но за някои по-прости случаи:
1. Ако всички частици са еднакви (еднаква енергийна бариера и еднакъв магнитен момент), техните лесни оси са ориентирани успоредно на приложеното поле, а температурата е достатъчно ниска (TB < T ≲ KV/(10 kB)), тогава магнетизацията на съвкупността е
{\displaystyle M(H)\approx n\mu \tanh \left({\frac {\mu _{0}H\mu }{k_{B}T}}\right)}.
2. Ако всички частици са еднакви, а температурата е достатъчно висока (T ≳ KV/kB), тогава, независимо от ориентации на лесните оси:
{\displaystyle M(H)\approx n\mu L\left({\frac {\mu _{0}H\mu }{k_{B}T}}\right)}

В горните уравнения:
- n е плътността на наночастици в пробата.
- {\displaystyle \mu _{0}} е магнитната проницаемост във вакуум.
- {\displaystyle \mu } е магнитният момент на наночастица.
- {\displaystyle L(x)=1/\tanh(x)-1/x} е функцията на Ланжвен.

Първоначалният наклон на функцията {\displaystyle M(H)} е магнитната възприемчивост на пробата {\displaystyle \chi }:
{\displaystyle \chi ={\frac {n\mu _{0}\mu ^{2}}{k_{B}T}}} в първия случай.
{\displaystyle \chi ={\frac {n\mu _{0}\mu ^{2}}{3k_{B}T}}} във втория случай.
Втората възприемчивост е валидна и за всички температури {\displaystyle T>T_{B}}, ако лесните оси на наночастиците са ориентирани произволно.
От тези уравнения може да се види, че големите наночастици имат по-голям µ и съответно по-голяма възприемчивост. Това обяснява защо суперпарамагнитните наночастици имат много по-голяма възприемчивост, отколкото стандартните парамагнити: те се държат точно като парамагнити с огромен магнитен момент.

### Зависимост на магнетизацията от времето
Няма времева зависимост на магнетизацията, когато наночастиците са напълно блокирани ({\displaystyle T\ll T_{B}}) или напълно суперпарамагнитни ({\displaystyle T\gg T_{B}}). Обаче, има тесен прозорец около {\displaystyle T_{B}}, в който времето на измерване и времето за релаксация имат съизмерими размери. В този случай може да се наблюдава честотна зависимост на възприемчивостта. За произволно ориентирана проба, комплексната възприемчивост е:
{\displaystyle \chi (\omega )={\frac {\chi _{sp}+i\omega \tau \chi _{b}}{1+i\omega \tau }}}
където
- {\displaystyle {\tfrac {\omega }{2\pi }}} е честотата на приложеното поле.
- {\displaystyle \chi _{sp}={\tfrac {n\mu _{0}\mu ^{2}}{3k_{B}T}}} е възприемчивостта на суперпарамагнитното състояние.
- {\displaystyle \chi _{b}={\tfrac {n\mu _{0}\mu ^{2}}{3KV}}} е възприемчивостта на блокираното състояние.
- {\displaystyle \tau ={\tfrac {\tau _{N}}{2}}} е времето за релаксация на съвкупността.

От тази честотно зависима възприемчивост може да се изведе времевата зависимост на магнетизацията:
{\displaystyle \tau {\frac {\mathrm {d} M}{\mathrm {d} t}}+M=\tau \chi _{b}{\frac {\mathrm {d} H}{\mathrm {d} t}}+\chi _{sp}H}

## Въздействие върху твърдите дискове
Суперпарамагнетизмът поставя ограничение върху плътността на съхранение в твърдите дискове, поради минималния размер на частиците, който може да се използва.